# 住吉都

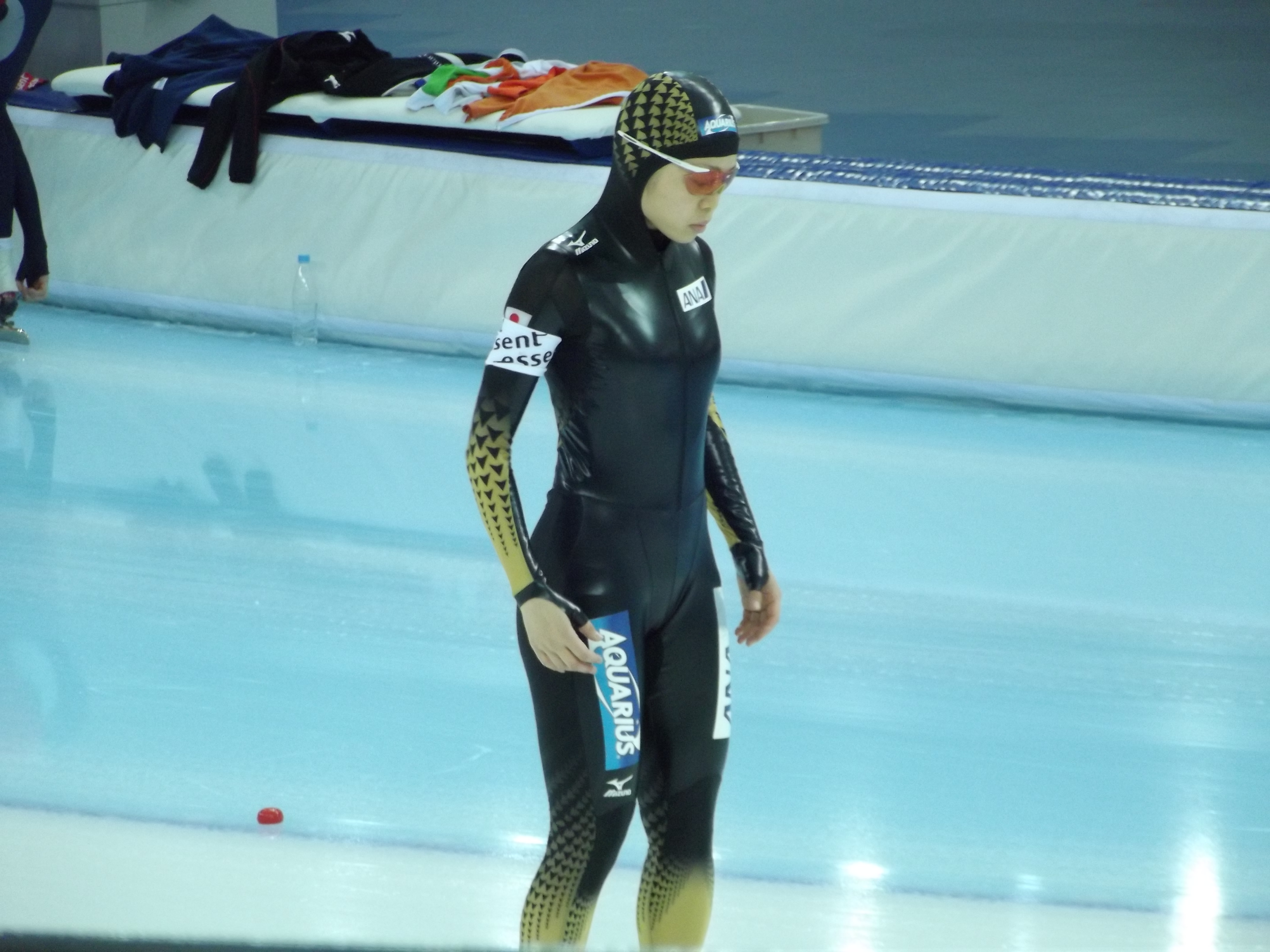
2013年、ソチでの住吉

住吉 都（すみよし みやこ、1987年3月19日 - 2018年1月20日）は、日本のスピードスケート選手。ローソン所属。

## 経歴・人物
北海道釧路市出身。姉の影響で小学1年生でスピードスケートを始める。釧路北陽高校在籍時にインターハイ1500メートルで8位入賞。信州大学在籍時にインカレで総合3連覇を達成する。
2013年、ソルトレイクシティで開催された世界スプリントスピードスケート選手権大会で13位入賞。同年、JOCの仲介による就職支援ナビゲーションシステム「アスナビ」によりローソンに入社。2014年、長野の世界スプリントスピードスケート選手権大会でも総合13位を獲得。 同年、ソチの冬季オリンピックで500メートル（14位）と1,000メートル（22位）に出場する。2017年12月に行われた平昌五輪代表選考会では500メートル18位、1000メートル16位に終わり、同五輪代表の座は逃した。
2018年1月20日、長野市内の自宅で死去していたことが所属先のローソンにより明らかにされた。満30歳没（享年32）。NHKは自殺と見られると報じた。
ソチ五輪に同時に出場したスピードスケート選手の小平奈緒は大学時代の同級生であった。